# Свидзинский, Анатолий Вадимович
Анатолий Вадимович Свидзинский (укр. Анатолій Вадимович Свідзинський; 1 марта 1929, Могилёв-Подольский — 23 января 2019, Луцк) — советский и украинский учёный, доктор физико-математических наук, профессор. Автор многих научных трудов, включая монографии. Украинский националист, публицист, член и руководящий работник ОУН. Редактор журнала «Развитие государства». Заслуженный деятель науки и техники Украины (2010).

## Биография
Родился 1 марта 1929 года в Могилеве-Подольском Винницкой области Украинской ССР.
В 1930—1939 годах семья жила в городе Жмеринка, где его отец — Вадим Евтихиевич работал экономистом, а мать — Клеопатра Георгиевна — учительницей физики. В 1939 году переехали в Киев для лечения старшей дочери Валентины. Здесь они встретили Великую Отечественную войну и находились в городе во время немецкой оккупации. После освобождения Украины семья переехала во Львов.

### Образование и научная деятельность
В 1946 году Анатолий Свидзинский поступил во Львовский политехнический институт стройматериалов, а в 1949 году перевелся на второй курс физического отделения физико-математического факультета Львовского государственного университета им. И. Я. Франко, который окончил в 1952 году с отличием.
В 1956 году защитил кандидатскую диссертацию на тему «Метод функционального интегрирования в теории функций Грина» во Львовском государственном университете. Докторскую диссертацию на тему «Токовые состояния в пространственно-неоднородных сверхпроводящих системах» защитил в 1972 году в Физико-техническом институте низких температур Академии наук Украинской ССР (в Харькове).
Защитив кандидатскую диссертацию, в 1956—1960 годах работал ассистентом кафедры математической физики Харьковского политехнического института. В 1960—1975 годах — старший научный сотрудник Физико-технического института низких температур АН УССР (в 1974 году присвоено ученое звание профессора).
В 1977—1993 годах Анатолий Вадимович — заведующий кафедрой теоретической физики Симферопольского государственного университета им. М. В. Фрунзе (ныне Таврический национальный университет им. В. И. Вернадского). В 1993—1995 годах — первый ректор Волынского государственного университета имени Леси Украинки (ныне Восточноевропейский национальный университет имени Леси Украинки), с 1993 года — заведующий кафедрой теоретической и математической физики. Основатель научных школ теоретической физики в Симферополе и Луцке.
Умер 23 января 2019 года в Луцке. Был похоронен на Сиховском кладбище во Львове.
Имя Анатолия Свидзинского носит Кафедра математической и теоретической физики Восточноевропейского национального университета.

### Общественно-политическая деятельность
В 1993 году А. В. Свидзинский вступил в ряды ОУН (Организации украинских националистов). Участник ХII, XIII, XIV и XV Великого Собрания украинских националистов. Председатель сената ОУН, бывший заместитель председателя ОУН. Опубликовал ряд работ по теории и практике строительства украинского государства в газете «Украинское слово», журналах «Развитие государства» и «Универсум», газете «День». По мнению националистов они сыграли роль в уничтожении стереотипа националиста, созданного коммунистической пропагандой. В 2001 году назначен главным редактором журнала «Развитие государства». В первом номере этого обновленного журнала выступил со статьей «Национально-освободительная борьба украинского народа в годы Второй мировой войны», где доказывал необходимость квалифицировать вооруженную борьбу ОУН и УПА как национально-освободительную.
Во время Ленинопада на Украине в 2014, который вызвал общественное неприятие части граждан, выступил со статьёй «Еще раз о памятниках Ленину и их ликвидации», в которой поддержал происходящее.

## Заслуги
- Удостоен нагрудных знаков «Отличник образования Украины» (1998) и «Пётр Могила»[укр.] (2006); а также почетной грамоты и медали Верховной Рады Украины «За особые заслуги перед украинским народом» (2004).
- «Заслуженный деятель науки и техники Украины» (2010).
- Почетный доктор Института теоретической физики им. Н. Н. Боголюбова НАН Украины (2007).
- Награждён орденом Архистратига Михаила Украинской православной церкви Киевского патриархата (1999).